# Jeruzalemsyndroom

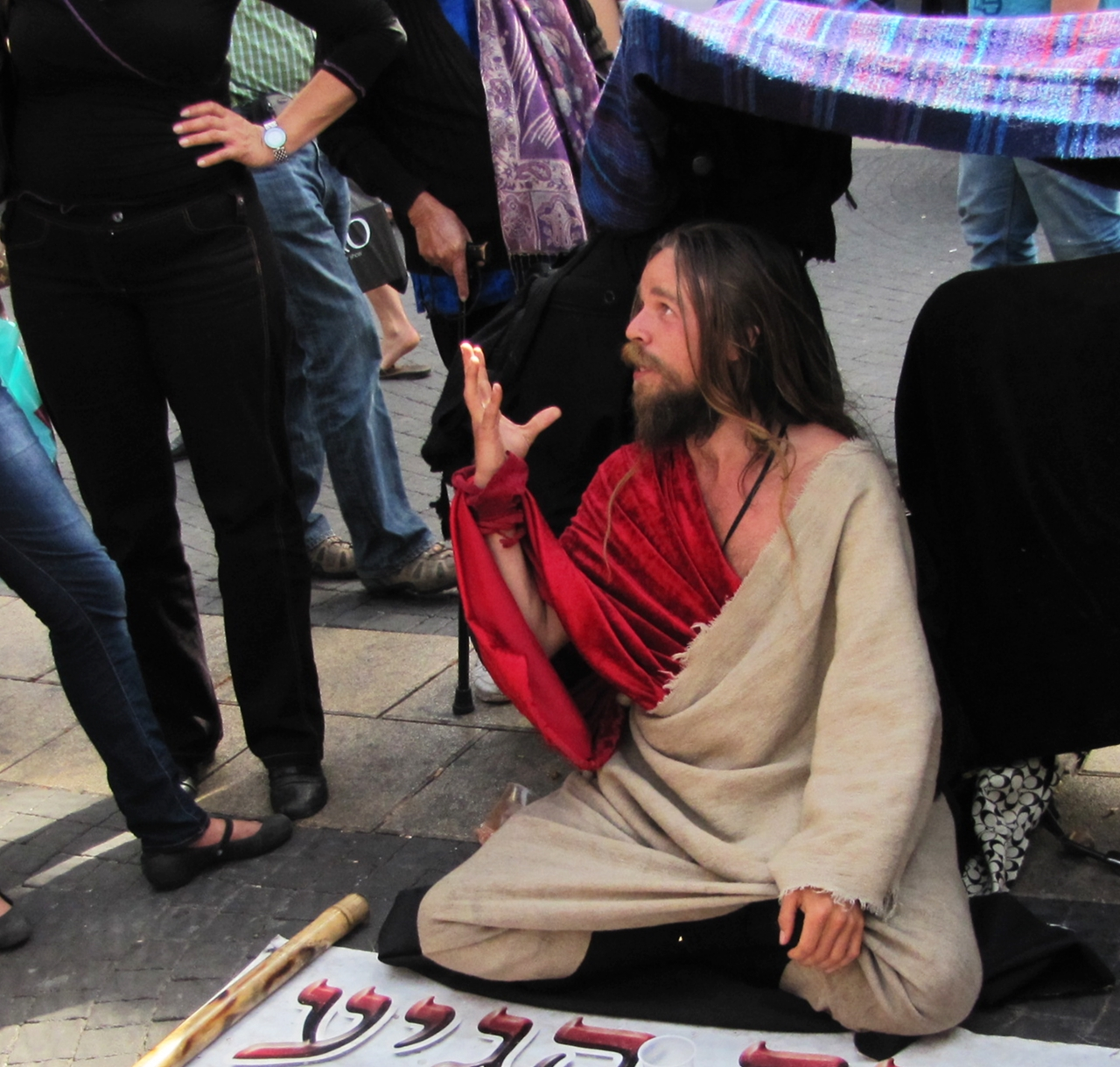
Man in Tel Aviv die beweert de messias te zijn

Het jeruzalemsyndroom is een groep psychische aandoeningen die optreden bij religieuze ervaringen. Het beeld van deze aandoeningen loopt uiteen: er kan sprake zijn van wanen of andere psychotische verschijnselen, obsessieve ideeën of identificatiesyndromen. De gemeenschappelijke factor is dat de verschijnselen verband lijken te houden met een bezoek aan het religieuze centrum Jeruzalem. De naam van het syndroom is niet helemaal correct, omdat vergelijkbare verschijnselen zich ook in andere religieuze centra voordoen (bv. Mekka, Lourdes, Gangesgebied).

## Onderzoek
Een leidend onderzoeker naar het syndroom is dr. Yair Bar El van het ziekenhuis Kfar Shaul. Hij beschouwt het syndroom als een specifieke groep verschijnselen die zich voordoen bij mensen die eerder geen psychische klachten hadden. Andere onderzoekers zijn echter tot de conclusie gekomen dat veel patiënten wel degelijk eerdere (potentiële) psychische klachten hadden.
Veel gevallen van het syndroom deden zich voor in de periode voor het jaar 2000, het begin van het nieuwe millennium. De combinatie van diepe religieuze belevingen en de angst dat het nieuwe millennium onheil zou brengen, leidde tot een verhoogd aantal eindetijdtoeristen dat psychische zorg vereiste. De angst voor een epidemie bleek echter ongegrond. 
Over het algemeen zijn de verschijnselen van het jeruzalemsyndroom niet agressief van aard. De zwaarte en duur kunnen variëren. Zo kan iemand obsessief of nerveus proberen zo veel mogelijk religieuze ervaringen op te doen, anderen identificeren zich overmatig met Bijbelse personen en kunnen zelfs wanen of psychosen ontwikkelen. In de aanloop van 2000 waren er een aantal (schijn)zwangere vrouwen die meenden Maria te zijn.
Opvallend is dat bepaalde religieuze groeperingen vatbaarder voor het syndroom lijken te zijn dan andere. Volgens Bar El zijn er joodse toeristen die identificatieproblemen vertonen (met name met David en Salomon), maar is de overgrote meerderheid van protestantse komaf. Deze groep vertoont ook de zwaarste symptomen. Katholieken en moslims lijken vrijwel immuun te zijn voor het syndroom.
Het syndroom is wellicht te vergelijken met het stendhalsyndroom, waarbij sterke emotionele reacties op kunst optreden.